# Bright (Victoria)
Bright ist eine Stadt im Nordosten des australischen Bundesstaates Victoria. Sie liegt am Oberlauf des Ovens River in der Local Government Area Alpine Shire. Die Volkszählung 2006 ergab 2310 Einwohner.

## Geschichte
Hamilton Hume und William Hovell erforschten 1824 diese Gegend und gaben dem Ovens River seinen Namen.
Die Stadt erhielt zunächst den Namen Morse's Creek nach Freeman H. Morse, wurde aber 1861 zu Ehren des britischen Politikers John Bright umbenannt. Das erste Postamt eröffnete am 25. Januar 1860 als Morse's Creek Post Office und wurde 1866 in Bright Post Office umbenannt.
In der Zeit des Victorianischen Goldrausches fand man auch im nahegelegenen Buckland River Gold. Als aber die Goldfunde langsam abnahmen, ließen sich chinesische Schürfer in der Gegend nieder und übernahmen die Claims. Spannungen zwischen den Chinesen und den anglo-irischen Schürfern, die sich am Erfolg der Chinesen entzündeten, führten 1857 zum Buckland Riot. Dadurch kamen etliche Chinesen zu Tode und 2000 ihrer Landsleute flohen. Der Aufstand wurde schließlich von der Polizei von Beechworth, 80 km entfernt, unter dem Kommando von Robert O’Hara Burke niedergeschlagen.
Bright besitzt ein reiches kulturelles Erbe und viele Stellen in der Stadt – auch Straßen – wurden nach Familien benannt, deren Nachfahren heute noch in der Stadt leben. Die Bright Historical Society hat viele Unterlagen über die Geschichte der Gegend. 

## Sehenswürdigkeiten
Der wichtigste Wirtschaftszweig der Stadt ist heute der Tourismus. Besonders beliebt ist die herbstliche Laubfärbung europäischer Bäume, die in der Gegend gepflanzt wurden. Ein wichtiges Kulturereignis ist das Bright Autumn Festival.
Wegen der vielen Startplätze für Paraglider und Drachenflieger in der Nähe von Bright wurde die Stadt zu einem Zentrum für Paragliding-Festivals und -Wettbewerbe.
Bright ist ein Tor zur majestätischen Szenerie der australischen Alpen und man findet dort viele einheimische Vögel und andere Tiere. Morses Creek und Ovens River besitzen Wanderwege an ihren Ufern entlang, die zu kurzen oder auch längeren Wanderungen einladen.
Bright ist auch ein beliebtes Urlaubsziel für Familien und seine Bevölkerung nimmt zu – besonders nach Weihnachten. Im Sommer ist das Klima in Bright warm und trocken, aber nicht heiß. Die Nachttemperaturen sind erträglich.
Viele alpine Nationalparks, wie z. B. der Mount-Buffalo-Nationalpark liegen in der Nähe der Stadt, ebenso wie der Mount Feathertop, der Mount Bogong und der Mount Hotham. Mit 1.986 m ist der Mount Bogong die höchste Erhebung in Victoria, Mount Feathertop mit 1.922 m die zweithöchste.
Der Bahnhof dient als historisches Museum. Es fahren zwar schon lange keine Züge mehr nach Bright, aber der 95 km lange Murray to the Mountains Rail Trail ist ein Fahrradweg auf der Trasse der ehemaligen Eisenbahn. Er führt über Myrtleford, Beechworth und Wangaratta.

## Schulen
Das Bright P-12 College liegt in fußläufiger Entfernung des Stadtzentrums. Dort werden Schüler aus den umliegenden Orten Porepunkah, Harrietville und Wandiligong unterrichtet. Im Winter gehen auch Schüler aus Dinner Plain auf das College.
Das College ist eine der wenigen staatlichen Schulen, in denen Grundschule und weiterführende Schule in einem Institut zusammengefasst sind.

## Flora und Fauna
In der Gegend gibt viele verschiedene Pflanzen und Tiere. Man kann viele Wildblumen, große und kleine Bäume, Unterholz und Farne nebeneinander in diesem Lebensraum sehen. Nur 350 m vom Stadtzentrum entfernt findet man Schnabeltiere, Fische, Flusskrebse und Amphibien in ihrer natürlichen Umgebung. In der Luft schwirren Libellen, Bienen und viele einheimische Vögel, wie z. B. Gartenfächerschwänze, Jägerliesten, Elstern und Kakadus. Leierschwänze kann man außerhalb der Stadt hören und man findet Wombats und gelegentlich auch Ameisenigel. Viele Arten meist kleiner Reptilien, Wie z. B. Eidechsen, leben in der Gegend.

## Sport
Hängegleiter- und Gleitschirmfliegen sind beleibte Sportarten im Mystic Flight Park, 3 km vor der Stadt.
In den Flüssen und Stauseen kann man fischen. In die Stauseen wurden Forellen aus örtlicher Zucht eingesetzt.
Mountainbikefahren ist auf Wegen nahe dem Stadtzentrum möglich. Die Routen reichten von technisch anspruchsvollen bis zu einfachen am Flussufer entlang. Die interessantesten findet man am Baker's Gully, wogegen die Gefällerouten eher am Mystic Hill, am Apex Hill und in Porepunkah auf dem Südufer des Ovens River zu finden sind. Die Audax Alpine Classic ist ein Radrennen, das jedes Jahr am Australia Day ausgerichtet wird, bringt 2.000 Fahrradfahrer nach Bright. Die 200 km lange Strecke führt nach Falls Creek und dann zum Mount Buffalo.
In der Stadt gibt es ein Australian-Football-Team, das in der Ovens & King Football League spielt.
Golfer spielen im Bright Country Golf Club an der Back Porepunkah Road.

## Verkehr
Bright ist über die Great Alpine Road an den Hume Freeway ca. 75 km nordwestlich und an den Murray Valley Highway ca. 120 km nordöstlich angeschlossen. Die Great Alpine Road verbindet auch in den Südosten des Staates.
Per Flugzeug erreicht man Bright über den Mount Hotham Airport (75 km südöstlich) und das Porepunkah Airfield. Auf beiden Flugplätzen können nur Kleinflugzeuge landen.
Bis in die 1980er-Jahre gab es auch einen Eisenbahnanschluss. In den 1990er-Jahren wurde die Strecke in einen Fahrradweg umgebaut.